# Actinidia sugawarana
Actinidia sugawarana là một loài thực vật có hoa trong họ Dương đào. Loài này được Koidz. mô tả khoa học đầu tiên.